# 34280 Victoradler
2000 QP140 (asteroide 34280) é um asteroide da cintura principal. Possui uma excentricidade de 0.07350960 e uma inclinação de 2.90053º.
Este asteroide foi descoberto no dia 31 de agosto de 2000 por LINEAR em Socorro.